# مدادسایی

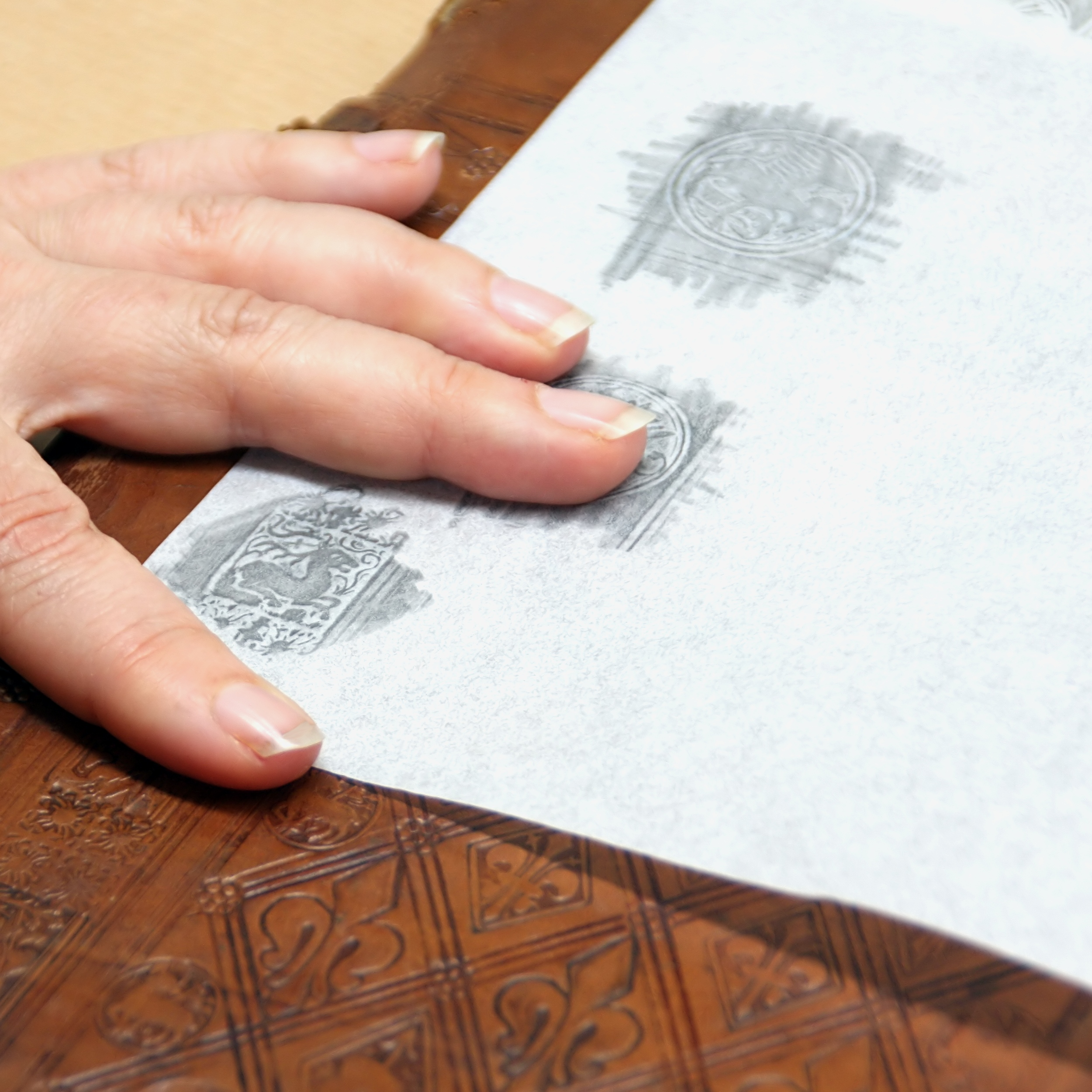
مدادسایی بر روی بخشی از جلد یک کتاب.

مِدادسایی عمل سایش دادن مکرر و سراسری مداد بر سطح کاغذی است که روی نقشی برجسته قرار داده شده است. 
این عمل برای پدید آوردن آن نقش بر کاغذ انجام می‌شود.
باستان‌شناسان از مدادسایی برای ثبت موقت سنگنوشته‌های کهن نیز استفاده می‌کردند.